# Harry Heyes
Henry "Harry" Heyes (sinh năm 1895) là một cầu thủ bóng đá người Anh từng thi đấu ở vị trí thủ môn. Ông đó 26 trận ở Football League Third Division North cho Nelson ở mùa giải 1921–22. Ông có những khoảng thời gian với bóng đá non-league cùng với Chorley, Coppull và Horwich RMI.